# 弗魯斯堡 (紐約州)
弗魯斯堡（英語：Frewsburg）是位於美國紐約州學托擴縣的普查規定居民點。

## 人口
根據2020年美國人口普查的數據，弗魯斯堡的面積為8.69平方千米，當中陸地面積為8.66平方千米，而水域面積為0.03平方千米。當地共有人口1843人，而人口密度為每平方千米212.08人。